# Mèo Mau Ai Cập
Mèo Mau Ai Cập là một giống mèo có kích thước nhỏ đến trung bình, thuộc nhóm mèo lông ngắn. Cùng với giống mèo Dilmun Bahrain, chúng là một trong số ít các loài mèo thuần chủng được phát hiện tự nhiên. Các đốm của Mau Ai Cập chỉ bao phũ phần ngọn của lớp lông. Mau Ai Cập được xem là một giống mèo hiếm.